# Argina albocincta
Argina albocincta là một loài bướm đêm thuộc phân họ Arctiinae, họ Erebidae.